# Fabada asturiana

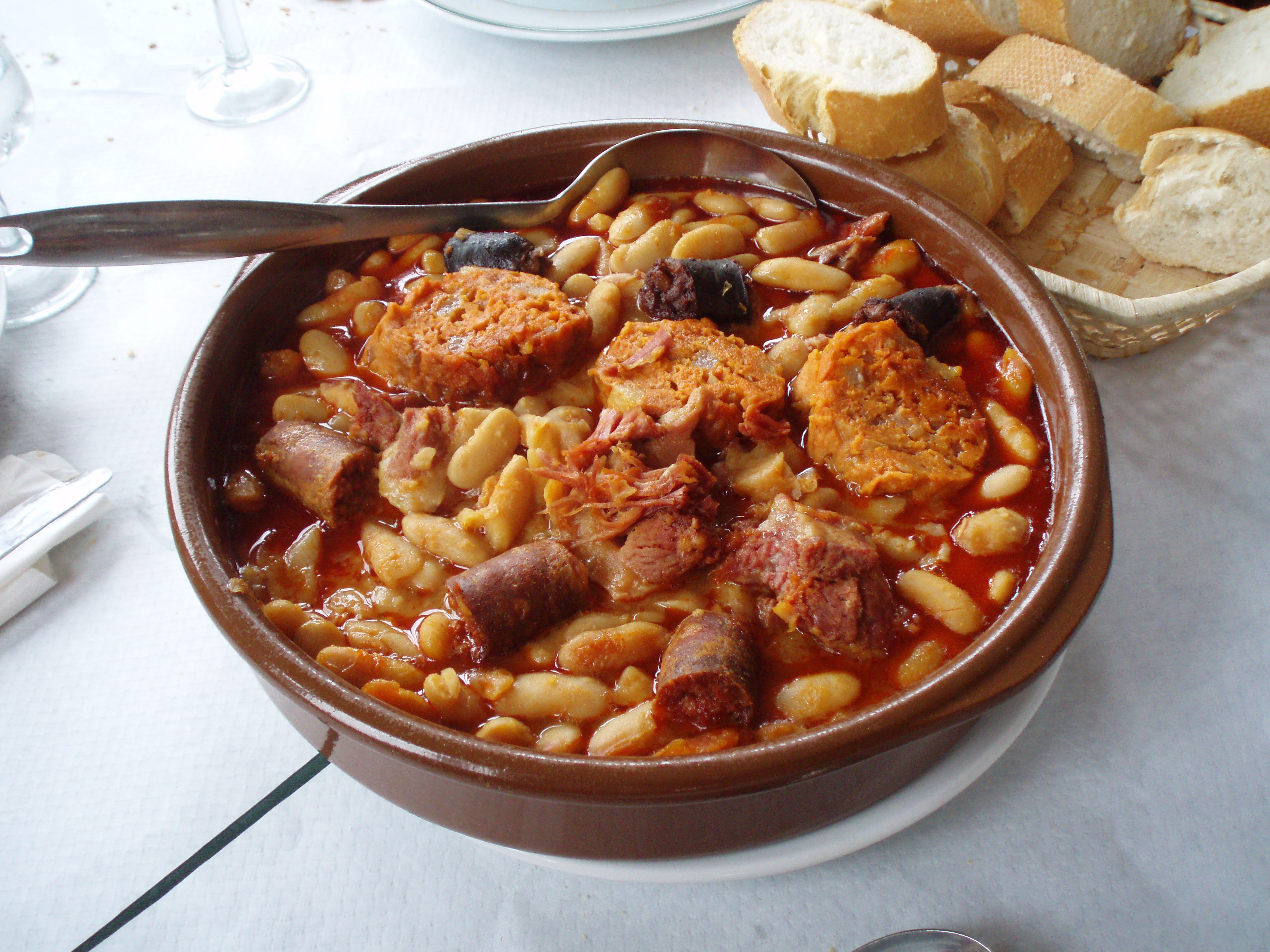
Fabada asturiana

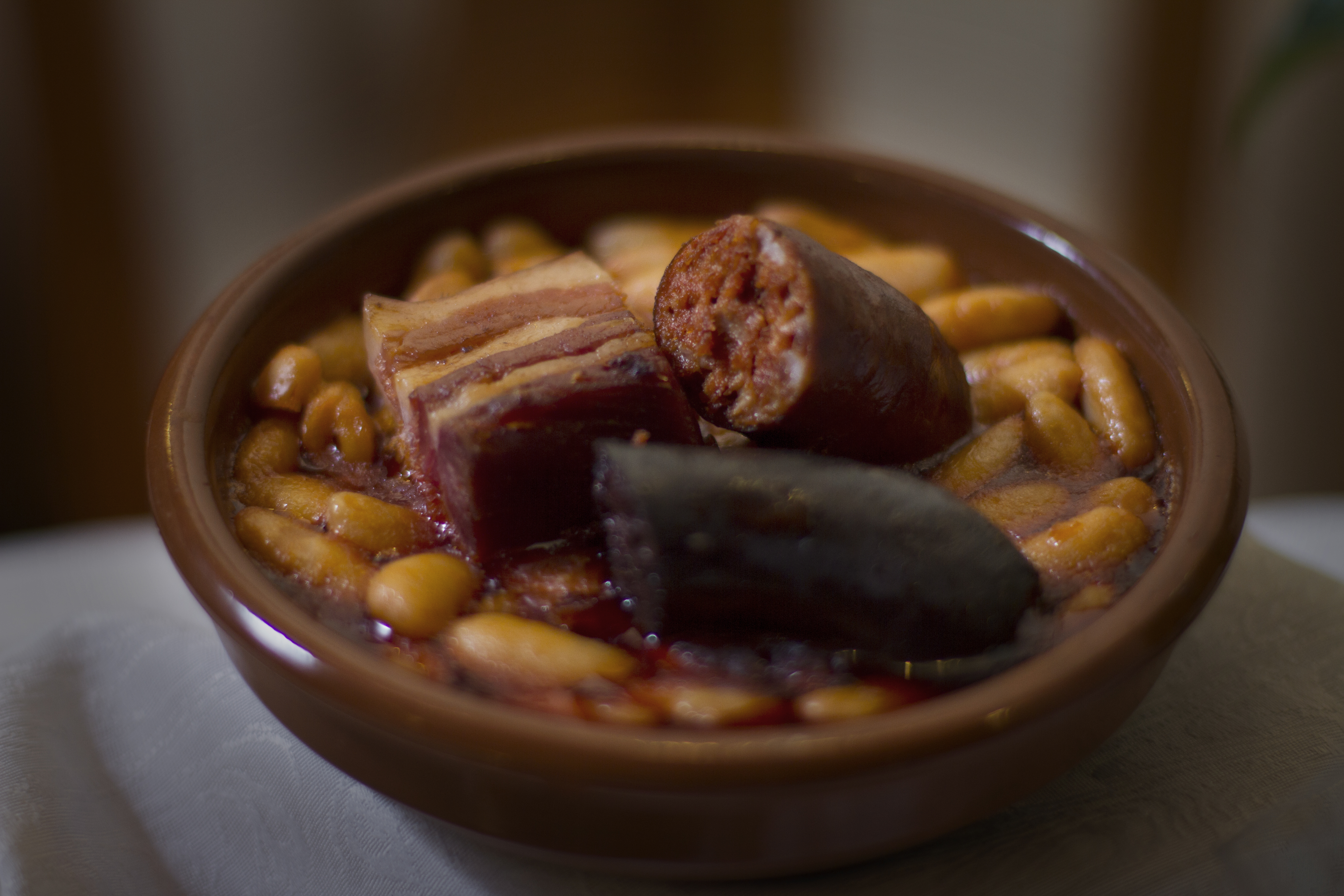
Porcja dla jednej osoby

Fabada asturiana (skr. fabada) – prosta, wiejska, hiszpańska potrawa regionalna charakterystyczna dla Asturii, mająca charakter gęstej, rozgrzewającej zupy fasolowej (ewentualnie gulaszu) z wkładką mięsną.

## Charakterystyka
Fabada wywodzi się z Gór Kantabryjskich i była pierwotnie przygotowywana przede wszystkim zimą. Powstała jako sposób na wykorzystanie resztek mięsa do zrobienia posiłku bogatego w kalorie. Jej głównymi składnikami są: fasola (specyficzna odmiana faba de Asturias), grubo krojony boczek, chorizo, kaszanka i golonka (najlepsze jest mięso ze świń rasy Iberico). Do przyprawienia używa się mielonej papryki, szafranu, cebuli, czosnku, soli oraz pieprzu.
Danie, jako potrawa jednogarnkowa nadaje się nie tylko do konsumpcji w domu lub restauracji, ale też na kociołek w plenerze podczas majówek. Najczęściej fabadę popija się cydrem (najlepiej asturyjskim), ale pasują do niej niektóre wina, np. młode Tempranillo lub wyraziste Cabernet sauvignon. Z piw pasuje walenckie La Socarrada, warzone z rozmarynem i miodem.

## Legenda
Jedna z asturyjskich legend mówi, że zupa uratowała chrześcijaństwo na Półwyspie Iberyjskim. Przed jedną z kluczowych bitew z Maurami, zostali oni poczęstowani dużą ilością fabady, co sprawiło, że poczuli się objedzeni, syci oraz senni i wtedy zaatakowali ich chrześcijańscy wojownicy. Niezdolni do walki Maurowie zostali szybko i skutecznie rozgromieni, co zaowocowało dalszą rekonkwistą Hiszpanii.